# Брютон, ДиДжей
ДиДжей Доминик Брютон (англ. DJ Dominic Brewton; род. 15 января 2000, Цинциннати, штат Огайо, США) – американский профессиональный баскетболист, играющий на позиции разыгрывающего защитника.

## Карьера
Профессиональная карьера началась с баскетбольного клуба Йонава в Литве.Так же одержал победу с Йонава в турнире Кубок Кедайняй-2024. В прошлом сезоне он набирал в среднем 14 очков, 3,8 передачи, 4,5 подбора и 3,8 перехвата за 28,4 минуты за игру.
23 июня 2025 года Брютон подписал контракт с итальянским клубом «АПУ Удине».

## Достижения
Обладатель Кубка Кедайняй-202